# Александрія (Жирардовський повіт)
Александрія (пол. Aleksandria) — село в Польщі, у гміні Пуща-Марянська Жирардовського повіту Мазовецького воєводства.
Населення — 169 осіб (2011).
У 1975-1998 роках село належало до Скерневицького воєводства.

## Демографія
Демографічна структура станом на 31 березня 2011 року:
|          | Загалом | Допрацездатний вік | Працездатний вік | Постпрацездатний вік |
| -------- | ------- | ------------------ | ---------------- | -------------------- |
| Чоловіки | 84      | 15                 | 58               | 11                   |
| Жінки    | 85      | 20                 | 49               | 16                   |
| Разом    | 169     | 35                 | 107              | 27                   |